# سیارک ۱۶۴۵۸۶
سیارک ۱۶۴۵۸۶ (به انگلیسی: 164586 Arlette، نامگذاری:2007NL4) صد و شصت و چهار هزار و پانصد و هشتاد و ششمین سیارک کشف شده‌است که در ۱۴ ژوئیه ۲۰۰۷ کشف شد.